# Le Verger du diable
Le Verger du diable est un roman d'Alain Gerber paru le 1er septembre 1989 aux éditions Grasset et ayant reçu le Prix Interallié la même année.

## Résumé
Dans une dictature d'Amérique du Sud, un militant pacifiste tente de survivre.

## Éditions
- Le Verger du diable, Éditions Grasset, 1989  (ISBN 2246418216).